# Schi fond la Jocurile Olimpice de iarnă din 2018 - sprint clasic (feminin)
Proba de schi fond, sprin clasic feminin de la Jocurile Olimpice de iarnă din 2018 de la Pyeongchang, Coreea de Sud a avut loc pe 13 februarie 2018 la Alpensia Cross-Country Skiing Centre.

## Program
Orele sunt orele Coreei de Sud (ora României + 7 ore).
| Dată         | Ora         | Rundă                                                |
| ------------ | ----------- | ---------------------------------------------------- |
| 13 februarie | 17:30-21:24 | Calificări, sferturi de finală, semifinale și finală |

## Rezultate
C — calificată pentru runda următoare
LL — lucky loser
FF — foto finiș

### Calificări
Etapa de calificări a început la ora 17:30.
| Loc | Număr de concurs | Sportiv                  | Țara                         | Timp    | Deficit  | Note |
| --- | ---------------- | ------------------------ | ---------------------------- | ------- | -------- | ---- |
| 1   | 12               | Stina Nilsson            | Suedia                       | 3:08,74 | —        | C    |
| 2   | 7                | Maiken Caspersen Falla   | Norvegia                     | 3:09,13 | +0,39    | C    |
| 3   | 3                | Krista Pärmäkoski        | Finlanda                     | 3:12,30 | +3,56    | C    |
| 4   | 6                | Hanna Falk               | Suedia                       | 3:12,54 | +3,80    | C    |
| 5   | 5                | Katja Višnar             | Slovenia                     | 3:15,24 | +6,50    | C    |
| 6   | 19               | Natalia Nepryaeva        | Sportivii Olimpici ai Rusiei | 3:15,65 | +6,91    | C    |
| 7   | 15               | Jessica Diggins          | Statele Unite ale Americii   | 3:15,76 | +7,02    | C    |
| 8   | 22               | Ida Ingemarsdotter       | Suedia                       | 3:16,06 | +7,32    | C    |
| 9   | 4                | Sadie Bjornsen           | Statele Unite ale Americii   | 3:16,12 | +7,38    | C    |
| 10  | 16               | Heidi Weng               | Norvegia                     | 3:16,28 | +7,54    | C    |
| 11  | 9                | Anamarija Lampič         | Slovenia                     | 3:16,57 | +7,83    | C    |
| 12  | 18               | Sophie Caldwell          | Statele Unite ale Americii   | 3:17,06 | +8,32    | C    |
| 13  | 8                | Ingvild Flugstad Østberg | Norvegia                     | 3:17,35 | +8,61    | C    |
| 14  | 1                | Anna Dyvik               | Suedia                       | 3:17,99 | +9,25    | C    |
| 15  | 10               | Yulia Belorukova         | Sportivii Olimpici ai Rusiei | 3:18,26 | +9,52    | C    |
| 16  | 13               | Sandra Ringwald          | Germania                     | 3:18,43 | +9,69    | C    |
| 17  | 11               | Kathrine Harsem          | Norvegia                     | 3:18,48 | +9,74    | C    |
| 18  | 20               | Gaia Vuerich             | Italia                       | 3:19,01 | +10,27   | C    |
| 19  | 34               | Johanna Matintalo        | Finlanda                     | 3:19,04 | +10,30   | C    |
| 20  | 24               | Nadine Fähndrich         | Elveția                      | 3:19,42 | +10,68   | C    |
| 21  | 17               | Laurien van der Graaff   | Elveția                      | 3:19,62 | +10,88   | C    |
| 22  | 30               | Justyna Kowalczyk        | Polonia                      | 3:20,00 | +11,26   | C    |
| 23  | 49               | Kateřina Beroušková      | Cehia                        | 3:20,09 | +11,35   | C    |
| 24  | 26               | Kerttu Niskanen          | Finlanda                     | 3:20,48 | +11,74   | C    |
| 25  | 42               | Katharina Hennig         | Germania                     | 3:22,64 | +13,90   | C    |
| 26  | 28               | Elisabeth Schicho        | Germania                     | 3:23,26 | +14,52   | C    |
| 27  | 46               | Anna Shevchenko          | Kazahstan                    | 3:23,27 | +14,53   | C    |
| 28  | 29               | Lucia Scardoni           | Italia                       | 3:23,32 | +14,58   | C    |
| 29  | 2                | Alenka Čebašek           | Slovenia                     | 3:23,38 | +14,64   | C    |
| 30  | 25               | Aino-Kaisa Saarinen      | Finlanda                     | 3:24,02 | +15,28   | C    |
| 31  | 31               | Alena Procházková        | Slovacia                     | 3:24,61 | +15,87   |      |
| 32  | 23               | Greta Laurent            | Italia                       | 3:25,54 | +16,80   |      |
| 33  | 21               | Ida Sargent              | Statele Unite ale Americii   | 3:25,80 | +17,06   |      |
| 34  | 44               | Emily Nishikawa          | Canada                       | 3:26,75 | +18,01   |      |
| 35  | 45               | Yulia Tikhonova          | Belarus                      | 3:27,19 | +18,45   |      |
| 36  | 14               | Hanna Kolb               | Germania                     | 3:27,84 | +19,10   |      |
| 37  | 47               | Sylwia Jaśkowiec         | Polonia                      | 3:27,94 | +19,20   |      |
| 38  | 37               | Ewelina Marcisz          | Polonia                      | 3:28,11 | +19,37   |      |
| 39  | 50               | Tatjana Mannima          | Estonia                      | 3:28,57 | +19,83   |      |
| 40  | 40               | Anastasia Kirillova      | Belarus                      | 3:28,98 | +20,24   |      |
| 41  | 38               | Polina Seronosova        | Belarus                      | 3:29,44 | +20,70   |      |
| 42  | 33               | Dahria Beatty            | Canada                       | 3:29,77 | +21,03   |      |
| 43  | 36               | Karolína Grohová         | Cehia                        | 3:30,91 | +22,17   |      |
| 44  | 39               | Alisa Zhambalova         | Sportivii Olimpici ai Rusiei | 3:31,53 | +22,79   |      |
| 45  | 52               | Petra Hynčicová          | Cehia                        | 3:32,03 | +23,29   |      |
| 46  | 27               | Aurore Jéan              | Franța                       | 3:32,45 | +23,71   |      |
| 47  | 43               | Valiantsina Kaminskaya   | Belarus                      | 3:32,80 | +24,06   |      |
| 48  | 35               | Jessica Yeaton           | Australia                    | 3:33,01 | +24,27   |      |
| 49  | 59               | Li Xin                   | China                        | 3:33,61 | +24,87   |      |
| 50  | 32               | Lisa Unterweger          | Austria                      | 3:34,29 | +25,55   |      |
| 51  | 48               | Cendrine Browne          | Canada                       | 3:34,30 | +25,56   |      |
| 52  | 41               | Nika Razinger            | Slovenia                     | 3:35,11 | +26,37   |      |
| 53  | 64               | Barbora Klementová       | Slovacia                     | 3:38,00 | +29,26   |      |
| 54  | 57               | Tetyana Antypenko        | Ucraina                      | 3:38,56 | +29,82   |      |
| 55  | 56               | Elena Kolomina           | Kazahstan                    | 3:39,22 | +30,48   |      |
| 56  | 58               | Maryna Antsybor          | Ucraina                      | 3:40,17 | +31,43   |      |
| 57  | 60               | Chi Chunxue              | China                        | 3:42,70 | +33,96   |      |
| 58  | 63               | Aimee Watson             | Australia                    | 3:44,87 | +36,13   |      |
| 59  | 53               | Mathilde-Amivi Petitjean | Togo                         | 3:45,93 | +37,19   |      |
| 60  | 61               | Valeriya Tyuleneva       | Kazahstan                    | 3:47,27 | +38,53   |      |
| 61  | 62               | Tímea Lőrincz            | România                      | 3:48,84 | +40,10   |      |
| 62  | 51               | Patrīcija Eiduka         | Letonia                      | 3:49,70 | +40,96   |      |
| 63  | 55               | Casey Wright             | Australia                    | 3:49,80 | +41,06   |      |
| 64  | 54               | Vedrana Malec            | Croația                      | 3:54,76 | +46,02   |      |
| 65  | 67               | Gabrijela Skender        | Croația                      | 3:56,23 | +47,49   |      |
| 66  | 66               | Antoniya Grigorova       | Bulgaria                     | 3:59,77 | +51,03   |      |
| 67  | 65               | Ju Hye-ri                | Coreea de Sud                | 4:11,92 | +1:03,18 |      |
| 68  | 68               | Samaneh Beyrami Baher    | Iran                         | 4:47,91 | +1:39,17 |      |

### Sferturi de finală
Sfertul de finală 1
| Loc | Cap de serie | Sportiv             | Țara      | Timp    | Deficit | Note |
| --- | ------------ | ------------------- | --------- | ------- | ------- | ---- |
| 1   | 1            | Stina Nilsson       | Suedia    | 3:10,90 | —       | C    |
| 2   | 3            | Krista Pärmäkoski   | Finlanda  | 3:11,97 | +1,07   | C    |
| 3   | 11           | Anamarija Lampič    | Slovenia  | 3:12,46 | +1,56   | LL   |
| 4   | 17           | Kathrine Harsem     | Norvegia  | 3:14,87 | +3,97   |      |
| 5   | 30           | Aino-Kaisa Saarinen | Finlanda  | 3:19,18 | +8,28   |      |
| 6   | 27           | Anna Shevchenko     | Kazahstan | 3:23,56 | +12,66  |      |

Sfertul de finală 2
| Loc | Cap de serie | Sportiv                | Țara                       | Timp    | Deficit | Note |
| --- | ------------ | ---------------------- | -------------------------- | ------- | ------- | ---- |
| 1   | 2            | Maiken Caspersen Falla | Norvegia                   | 3:11,98 | —       | C    |
| 2   | 12           | Sophie Caldwell        | Statele Unite ale Americii | 3:12,39 | +0,41   | C    |
| 3   | 8            | Ida Ingemarsdotter     | Suedia                     | 3:14,58 | +2,60   |      |
| 4   | 5            | Katja Višnar           | Slovenia                   | 3:20,49 | +8,51   |      |
| 5   | 28           | Lucia Scardoni         | Italia                     | 3:22,49 | +10,51  |      |
| 6   | 29           | Alenka Čebašek         | Slovenia                   | 3:30,87 | +18,89  |      |

Sfertul de finală 3
| Loc | Cap de serie | Sportiv             | Țara                       | Timp    | Deficit | Note |
| --- | ------------ | ------------------- | -------------------------- | ------- | ------- | ---- |
| 1   | 4            | Hanna Falk          | Suedia                     | 3:11,08 | —       | C    |
| 2   | 7            | Jessica Diggins     | Statele Unite ale Americii | 3:11,24 | +0,16   | C    |
| 3   | 16           | Sandra Ringwald     | Germania                   | 3:13,76 | +2,68   |      |
| 4   | 20           | Nadine Fähndrich    | Elveția                    | 3:14,82 | +3,74   |      |
| 5   | 24           | Kerttu Niskanen     | Finlanda                   | 3:19,84 | +8,76   |      |
| 6   | 23           | Kateřina Beroušková | Cehia                      | 3:27.43 | +16.35  |      |

Sfertul de finală 4
| Loc | Cap de serie | Sportiv           | Țara                         | Timp    | Deficit | Note |
| --- | ------------ | ----------------- | ---------------------------- | ------- | ------- | ---- |
| 1   | 15           | Yulia Belorukova  | Sportivii Olimpici ai Rusiei | 3:14,29 | —       | C    |
| 2   | 10           | Heidi Weng        | Norvegia                     | 3:15,68 | +1,39   | C    |
| 3   | 9            | Sadie Bjornsen    | Statele Unite ale Americii   | 3:16,75 | +2,46   |      |
| 4   | 19           | Johanna Matintalo | Finlanda                     | 3:16,92 | +2,63   |      |
| 5   | 18           | Gaia Vuerich      | Italia                       | 3:21,65 | +7,36   |      |
| 6   | 26           | Elisabeth Schicho | Germania                     | 3:24,26 | +9,97   |      |

Sfertul de finală 5
| Loc | Cap de serie | Sportiv                  | Țara                         | Timp    | Deficit | Note |
| --- | ------------ | ------------------------ | ---------------------------- | ------- | ------- | ---- |
| 1   | 6            | Natalia Nepryaeva        | Sportivii Olimpici ai Rusiei | 3:11,78 | —       | C    |
| 2   | 21           | Laurien van der Graaff   | Elveția                      | 3:12,15 | +0,37   | C    |
| 3   | 14           | Anna Dyvik               | Suedia                       | 3:13,09 | +1,31   | LL   |
| 4   | 13           | Ingvild Flugstad Østberg | Norvegia                     | 3:14,87 | +3,09   |      |
| 5   | 22           | Justyna Kowalczyk        | Polonia                      | 3:17,47 | +5,69   |      |
| 6   | 25           | Katharina Hennig         | Germania                     | 3:19,55 | +7,77   |      |

### Semifinale
Semifinala 1
| Loc | Cap de serie | Sportiv                | Țara                       | Timp    | Deficit | Note  |
| --- | ------------ | ---------------------- | -------------------------- | ------- | ------- | ----- |
| 1   | 1            | Stina Nilsson          | Suedia                     | 3:10,52 | —       | C, FF |
| 2   | 2            | Maiken Caspersen Falla | Norvegia                   | 3:10,55 | +0,03   | C, FF |
| 3   | 4            | Hanna Falk             | Suedia                     | 3:11,14 | +0,62   | LL    |
| 4   | 12           | Sophie Caldwell        | Statele Unite ale Americii | 3:11,32 | +0,80   |       |
| 5   | 3            | Krista Pärmäkoski      | Finlanda                   | 3:12,04 | +1,52   |       |
| 6   | 14           | Anna Dyvik             | Suedia                     | 3:15,77 | +5,25   |       |

Semifinala 2
| Loc | Cap de serie | Sportiv                | Țara                         | Timp    | Deficit | Note   |
| --- | ------------ | ---------------------- | ---------------------------- | ------- | ------- | ------ |
| 1   | 15           | Yulia Belorukova       | Sportivii Olimpici ai Rusiei | 3:10,12 | —       | C      |
| 2   | 7            | Jessica Diggins        | Statele Unite ale Americii   | 3:10,72 | +0,60   | C, FF  |
| 3   | 6            | Natalia Nepryaeva      | Sportivii Olimpici ai Rusiei | 3:10,72 | +0,60   | LL, FF |
| 4   | 11           | Anamarija Lampič       | Slovenia                     | 3:13,95 | +3,83   |        |
| 5   | 21           | Laurien van der Graaff | Elveția                      | 3:15,65 | +5,53   |        |
| 6   | 10           | Heidi Weng             | Norvegia                     | 3:16,22 | +6,10   |        |

### Finala
Finala a avut loc la ora 21:24.
| Loc | Cap de serie | Sportiv                | Țara                         | Timp    | Deficit | Note |
| --- | ------------ | ---------------------- | ---------------------------- | ------- | ------- | ---- |
| 1   | 1            | Stina Nilsson          | Suedia                       | 3:03,84 | —       |      |
| 2   | 2            | Maiken Caspersen Falla | Norvegia                     | 3:06,87 | +3,03   |      |
| 3   | 15           | Yulia Belorukova       | Sportivii Olimpici ai Rusiei | 3:07,21 | +3,37   |      |
| 4   | 6            | Natalia Nepryaeva      | Sportivii Olimpici ai Rusiei | 3:12,98 | +9,14   |      |
| 5   | 4            | Hanna Falk             | Suedia                       | 3:15,00 | +11,16  |      |
| 6   | 7            | Jessica Diggins        | Statele Unite ale Americii   | 3:15,07 | +11,23  |      |